# Seznam evroposlancev iz Portugalske (1999–2004)
Seznam evroposlancev iz Portugalske v mandatu 1999–2004.

## A
- Teresa Almeida Garrett (Evropska ljudska stranka - Evropski demokrati)

## B
- Regina Bastos (Evropska ljudska stranka - Evropski demokrati)

## C
- António Campos (Stranka evropskih socialistov)
- Carlos Candal (Stranka evropskih socialistov)
- Raquel Cardoso (Evropska ljudska stranka - Evropski demokrati)
- Maria Carrilho (Stranka evropskih socialistov)
- Paulo Casaca (Stranka evropskih socialistov)
- Carlos Coelho (Evropska ljudska stranka - Evropski demokrati)

## D
- Elisa Maria Damião (Stranka evropskih socialistov)

## F
- Ilda Figueiredo (Evropska združena levica – Zelena nordijska levica)

## G
- João Gouveia (Evropska ljudska stranka - Evropski demokrati)
- Vasco Graça Moura (Evropska ljudska stranka - Evropski demokrati)

## L
- Carlos Lage (Stranka evropskih socialistov)

## M
- Luís Marinho (Stranka evropskih socialistov)
- Sérgio Marques (Evropska ljudska stranka - Evropski demokrati)
- Joaquim Miranda (Evropska združena levica – Zelena nordijska levica)

## P
- José Pacheco Pereira (Evropska ljudska stranka - Evropski demokrati)
- Joaquim Piscarreta (Evropska ljudska stranka - Evropski demokrati)

## Q
- Luís Queiró (Zveza za Evropo narodov)

## R
- José Ribeiro e Castro (Zveza za Evropo narodov)

## S
- Manuel António dos Santos (Stranka evropskih socialistov)
- Mário Soares (Stranka evropskih socialistov)
- Sérgio Sousa Pinto (Stranka evropskih socialistov)

## T
- Helena Torres Marques (Stranka evropskih socialistov)

## V
- Joaquim Vairinhos (Stranka evropskih socialistov)